# United Artists Television
United Artists Television était une société de distribution et de production américaine qui fut fondée en 1957. On lui doit East Side/West Side, Au-delà du réel, Le Fugitif, L'Île aux naufragés ou encore The Patty Duke Show.
En 1957, United Artists Television achète l'Associated Artists Productions, lui donnant accès au catalogue de la Warner Bros. Pictures d'avant 1948.
En 1960, la société achète également Ziv Television Programs pour 20 000 000 $.
En 1983, MGM Television fusionne avec United Artists Television pour créer MGM/UA Television. 